# Pierre Daum
Pour les articles homonymes, voir Daum.
Pierre Daum, né le 22 novembre 1966 à Thionville, en Moselle, est un journaliste français, auteur d’enquêtes sur le passé colonial de la France.

## Biographie
Pierre Daum est diplômé de l’université de Metz (aujourd’hui université de Lorraine). Son mémoire de DEA porte sur la stylistique proustienne. Après une année à l’Éducation nationale comme enseignant de français, il s’installe en Autriche en 1994, et commence à écrire des articles pour des journaux français (Le Monde, L’Express, etc.).
En 1999, il devient le correspondant à Vienne du quotidien Libération. En 2004, depuis Montpellier, il devient correspondant de Libération pour le Languedoc-Roussillon, poste qu’il occupe jusqu’en 2007. Il collabore depuis 1996 au Monde diplomatique.

## Enquêtes sur le passé colonial de la France

### Les travailleurs indochinois de la Seconde Guerre mondiale
En 2005, Pierre Daum découvre l’histoire des 20 000 paysans vietnamiens recrutés en 1939, la plupart de force, afin de servir comme ouvriers dans les usines d’armement de la métropole,. Parqués dans des camps d’internement du Sud de la France, ces « travailleurs indochinois » sont finalement utilisés dans tous les secteurs de l’économie française, sans jamais percevoir de salaire. Une partie d’entre eux sont à l’origine de la relance de la riziculture en Camargue. La plupart de ces hommes seront rapatriés entre 1948 et 1952. Pendant quatre ans d’enquêtes, Pierre Daum a retrouvé une trentaine des derniers anciens travailleurs indochinois encore en vie, en France et au Viêt Nam, et a recueilli leurs témoignages.
En 2009, il publie sa première enquête historique, Immigrés de force, les travailleurs indochinois en France (1939-1952), avec une préface de l’historien Gilles Manceron. Quatre ans plus tard, le livre est adapté au cinéma par le réalisateur franco-vietnamien Lam Lê dans le film Công Binh, la longue nuit indochinoise (2013). Traduit en vietnamien, le livre sort au Viêt Nam en 2014 aux éditions Tri Thuc. En 2015, il participe au film documentaire d'Alain Lewkowicz, Riz amer (52 min), sur le rôle des travailleurs indochinois dans la relance de la riziculture en Camargue. En 2017, il collabore comme conseiller historique au film d'Ysé Tran, Une histoire oubliée (52 min), qui retrace le parcours de centaines de travailleurs indochinois envoyés dans l'industrie lorraine au lendemain de la Seconde Guerre mondiale.
La même année, avec le dessinateur Clément Baloup, il publie aux éditions La Boite à bulles Les Linh Tho - Immigrés de force, une bande dessinée qui retrace l’enquête qu’il a menée sur l’histoire des travailleurs indochinois. Dans sa préface, l’historien Benjamin Stora écrit : « Délaissant le suivi de simples chroniques familiales ou d’évocations strictement chronologiques, Pierre Daum et Clément Baloup proposent dans ce nouvel album une expérience sensorielle particulière, une déambulation entre l’Indochine d’hier et le Vietnam d’aujourd’hui. Entre une France oublieuse de son passé colonial, et les générations actuelles qui veulent savoir. Ils construisent une manière subtile de raconter et de montrer les relations entre passé et présent, mêlant brillamment les sensations provoquées par les dessins, et la démonstration de la rigueur historique ».
En 2019, il publie aux éditions Créaphis, avec la collaboration d’Ysé Tran, L’Empire, l’usine et l’amour, sur les travailleurs indochinois venus s’installer en Lorraine après 1945. Pour Marie Poinsot, "cet ouvrage croise histoire coloniale et histoire de l’immigration en France dans une perspective très utile. On voit bien comment une séquence régionale s’inscrit dans les grands chantiers de la recherche historique actuelle sur les migrations coloniales et postcoloniales qui font débat en France".

### Les Pieds-noirs restés en Algérie
Pierre Daum travaille à partir de 2006-2007 sur les problématiques de décolonisation. Il réagit en particulier au documentaire de Gilles Perez, "Les Pieds-Noirs. Histoire d’une blessure", diffusé sur France 3 en novembre 2006, laissant entendre que ceux-ci ont été obligés de partir en raison du risque pour leur vie et celle de leurs enfants, ce qui « ne correspond que très partiellement à la réalité », selon l'historien Benjamin Stora. Dans une enquête sur le terrain commencé dès janvier 2008, et publiée en mai dans Le Monde diplomatique, il réunit des témoignages illustrant les statistiques indiquant qu'environ 20% d'entre eux restent en Algérie,. Selon ces statistiques, 200 000 étaient encore en Algérie en janvier 1963. Les chiffres donnés par Pierre Daum en 2008 puis en 2012 émanent cependant de l'ambassade de France, en janvier 1963.
En 2012, Pierre Daum publie une nouvelle enquête, Ni valise ni cercueil, les Pieds-noirs restés en Algérie après l’indépendance, reprenant le titre de son article de 2008, montrant à nouveau que tous les Pieds-noirs n’ont pas quitté l’Algérie au moment de l’indépendance du pays, en 1962. Dans la préface du livre, l’historien Benjamin Stora souligne qu’« aucune étude approfondie n’avait jusqu’à présent été entreprise sur le sort des Européens et des Juifs restés en Algérie après 1962 », et que « le livre de Pierre Daum constitue dès lors une grande première ».
Dans un compte rendu publié sur son blog personnel, l’historien Guy Pervillé a estimé de son côté qu'une partie de ceux qui ne sont pas rentrés en France ont quitté l'Algérie pour d'autres pays et que Pierre Daum « confond le discours public officiel du FLN sur l’égalité des droits offerte à tous les habitants de l’Algérie quelle que soit leur origine avec la réalité du nationalisme arabo-musulman qui s’est imposée en 1962 ». Guy Pervillé cite en particulier l'historien Daniel Lefeuvre, proche de lui sur ces questions, qui avait fait valoir qu'à l’été 1961, le Délégué général du gouvernement en Algérie, Jean Morin, avait « perdu ses illusions » car il constatait le « caractère xénophobe des manifestations musulmanes des 1er et 5 juillet 1961 », et signalait que les Français d’Algérie « ne croient plus en la parole du chef de l’État ».

### Les «harkis» restés en Algérie
En 2015, Pierre Daum publie une nouvelle enquête, Le Dernier Tabou, les « harkis » restés en Algérie après l’indépendance. Il y révèle que « la majorité des harkis, bien qu’ayant traversé une période effroyable après guerre, n’ont pas été victimes de massacres et ont continué, non sans difficultés évidemment, leur vie en Algérie ». Ce livre est le résultat d’une longue enquête en Algérie, au cours de laquelle le journaliste a rencontré quarante-trois anciens supplétifs algériens de l’armée française (ceux qu’on appelle communément en France les harkis), mais aussi des anciens appelés et engagés algériens restés dans leur pays après l’indépendance. L’historien François-Xavier Hautreux salue « la grande qualité de cet ouvrage, qui permet de faire entendre ces voix si longtemps tues ».
En France, le livre est attaqué à sa sortie par certaines associations françaises de harkis et d’enfants de harkis, qui l’accusent notamment de « négationnisme des massacres [de harkis] de 1962 ». En octobre 2015, Pierre Daum est déprogrammé du Salon du livre de Mouans-Sartoux, dans les Alpes-Maritimes, ville qui a accueilli un camp de harkis en 1962. Une conférence de Pierre Daum prévue à Toulon en novembre 2015 est également annulée.
En Algérie, l’ouvrage est qualifié de « livre-révélation » en une du quotidien francophone El Watan. En 2015, des extraits du livre, traduits en arabe et comportant certains passages falsifiés, sont publiés sans autorisation par le journal arabophone El Hayat. La sortie du livre à Alger, initialement prévue en octobre 2015, est brusquement annulée par l’éditeur algérien. Finalement, le livre est publié en mai 2016 chez Koukou Éditions.

## Publications
- Les Plaisirs et les Jours, de Marcel Proust : étude d'un recueil, Paris, Nizet, 1993  (ISBN 2-7078-1172-6)
- Immigrés de force, les travailleurs indochinois en France (1939-1952) , préface de Gilles Manceron, Arles, Actes Sud, 2009  (ISBN 978-2-7427-8222-2)
- « Des Immigrés de force ou l’histoire des travailleurs indochinois en France et en Isère de 1939 à 1952 », in Des 4 coins de l’empire, Soldats et travailleurs coloniaux en Isère, 1914-1945, Grenoble, Musée de la Résistance et de la déportation, 2011  (ISBN 978-2-35567-052-7)
- Ni valise ni cercueil, les Pieds-noirs restés en Algérie après l’indépendance, préface de Benjamin Stora, Arles, Actes Sud, 2012  (ISBN 978-2-330-00227-5)
- « Et si on restait ? 1962 : quelles conditions pour les Européens et les Juifs qui voulaient rester », in Amar Mohand-Amer et Belkacem Benzenine, Le Maghreb et l’indépendance de l’Algérie, coédition CRASC (Oran) – IRMC (Tunis) – Karthala (Paris) 2012  (ISBN 978-2-8111-0756-7)
- « L’engagement des travailleurs indochinois en France en faveur de l’indépendance du Viêt Nam (1943-1952) », in La Mobilisation des immigrés pour la décolonisation France, 1930-1970, Paris, Migrance N° 39, 1er semestre 2012, coordonné par Louisa Zanoun
- « Les travailleurs indochinois de la Seconde Guerre mondiale », in Ève Duperray, Indochine de Provence, Le silence de la rizière, Arles, Actes Sud, 2012  (ISBN 978-2-330-01228-1)
- « Une Mémoire qui ressurgit, Les travailleurs indochinois de la Seconde Guerre mondiale », in Hommes et migrations n°1305, Paris, Musée de l’Histoire de l’immigration, 2014  (ISBN 978-2-91904-026-1)
- Le Dernier tabou, les "harkis" restés en Algérie après 1962, Arles, France, Actes Sud, 2015  (ISBN 978-2-330-03908-0)
- Les Linh Tho, Immigrés de force, avec Clément Baloup, Paris, France, La Boîte à Bulles, 2017  (ISBN 978-2-84953-289-8)
- L’Empire, l’usine et l’amour, « travailleurs indochinois » en France et Lorraine (1939-1952), avec Ysé Tran, Grâne, France, Créaphis éditions, 2019  (ISBN 978-2-35428-150-2)